# Mei 2010
Dit artikel geeft een chronologisch overzicht van belangrijke gebeurtenissen per dag in de maand mei van het jaar 2010.

## Gebeurtenissen

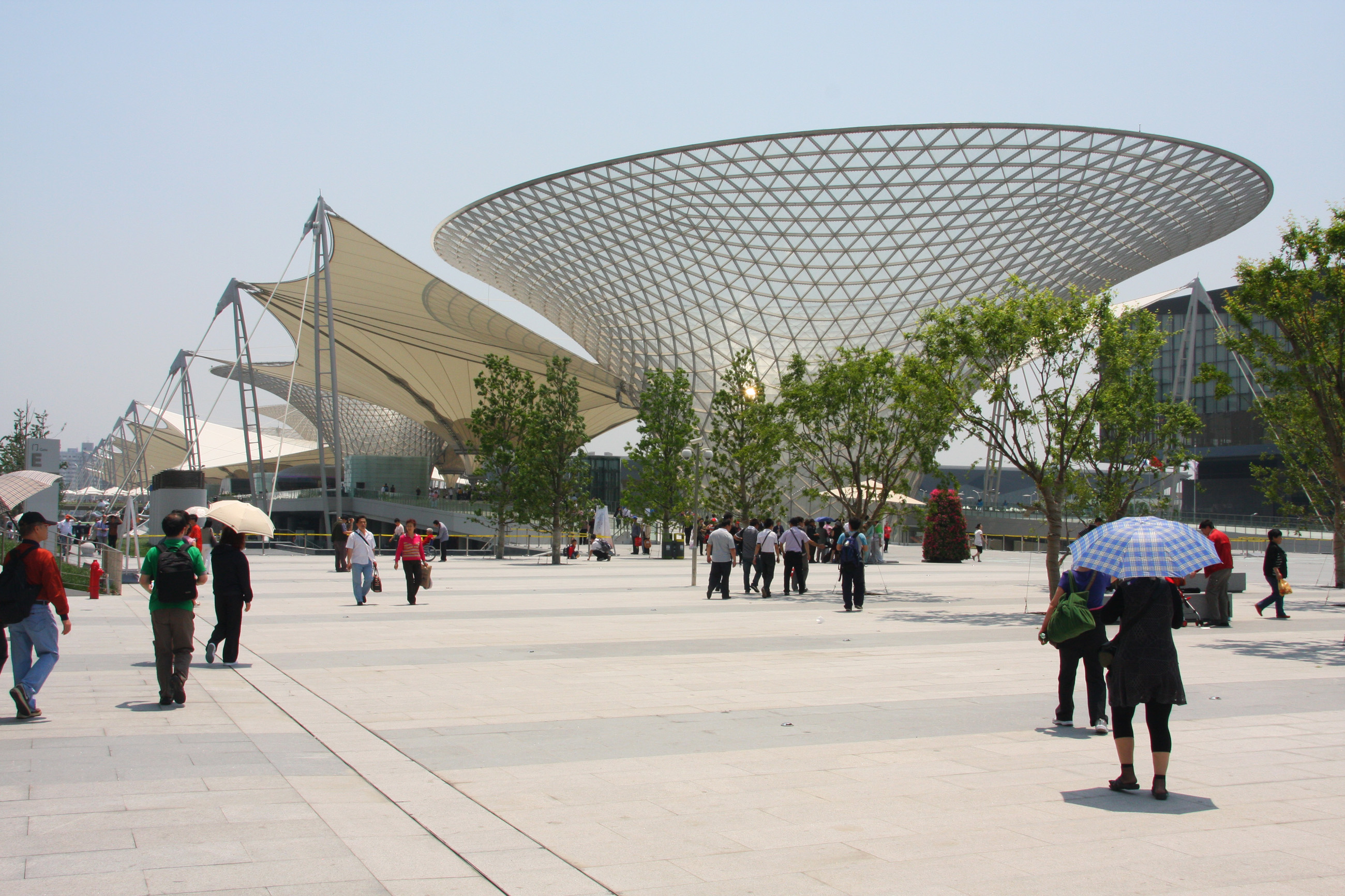
Expo 2010

### 1 mei
- Griekenland, dat in een diepe staatsschuldencrisis verkeert, bereikt overeenstemming met het Internationaal Monetair Fonds en de Europese Unie over maatregelen om een staatsbankroet af te wenden.
- In de Chinese stad Shanghai gaat de Expo 2010 van start.
- Op Times Square in New York wordt een bomaanslag verijdeld.
- Door aanslagen op de Abdalla Shideyemoskee in Mogadishu vallen 39 doden.

### 2 mei
- FC Twente wordt landskampioen voetbal in Nederland.

### 3 mei
- In Ukkel blijft de temperatuur steken op 7 graden. Dat is de laagste maximumtemperatuur die ooit op een 3 mei werd opgetekend, aldus weerman Eddy De Mey.
- Neil Robertson wint het WK snooker voor de eerste keer in zijn carrière. In de finale is hij met 18-13 te sterk voor Graeme Dott.

### 4 mei
- Een man verstoort door te gaan schreeuwen de Nederlandse dodenherdenking op de Dam in Amsterdam - in de ontstane paniek raken 63 mensen gewond.

### 5 mei
- Tijdens de 24-uursstaking in Athene tegen de miljardenbezuinigingen komen er bij rellen drie mensen om.

zetelverdeling bij de Britse verkiezingen

### 6 mei
- In het Verenigd Koninkrijk wordt de Conservatieve Partij van oppositieleider David Cameron de grootste partij bij de parlementsverkiezingen, maar ze haalt geen absolute meerderheid, waardoor voor het eerst sinds decennia een coalitie waarschijnlijk wordt.
- Bij de Mauritiaanse parlementsverkiezingen behaalt de centrumlinkse Alliance de l'Avenir, met onder meer de Parti Travailliste van huidig premier Navin Ramgoolam, een ruime overwinning op de Alliance du Cœur met de marxistische MMM van oppositieleider Paul Bérenger. Ramgoolam kan aanblijven als regeringsleider.
- In Nigeria volgt interim-president Goodluck Jonathan van de centristische PDP partijgenoot Umaru Yar'Adua op als president nadat deze overlijdt aan de gevolgen van pericarditis.

### 7 mei

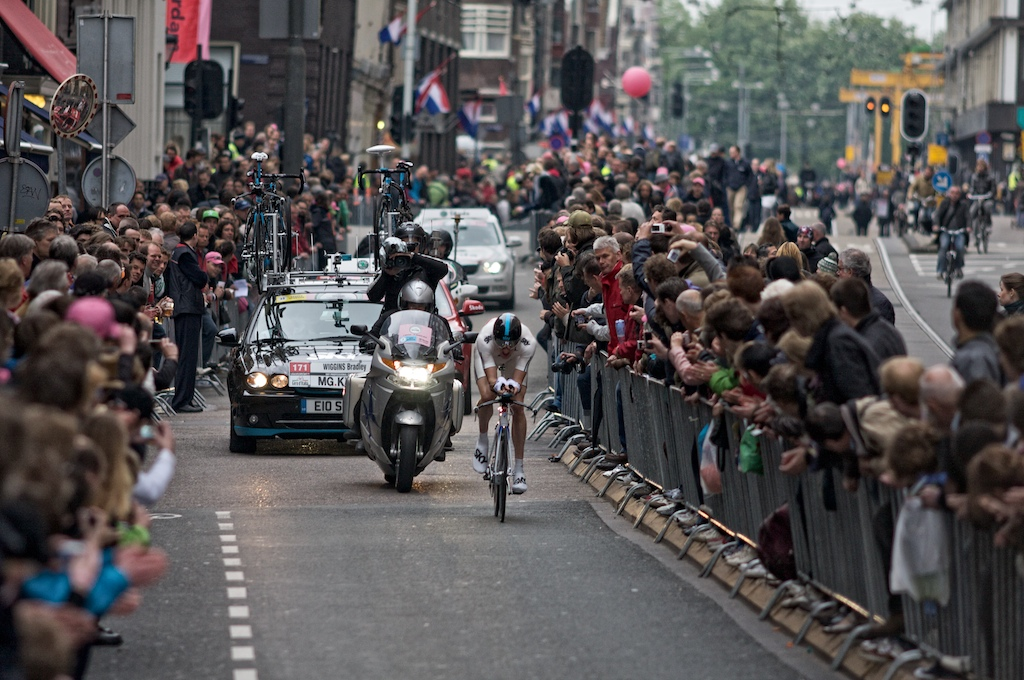
Bradley Wiggins wint de proloog van de Giro

- Chili wordt lid van de OESO.

### 8 mei
- De 93e Ronde van Italië gaat van start in Amsterdam, waar de proloog wordt gewonnen door de Brit Bradley Wiggins. De tweede en derde etappe finishen respectievelijk in Utrecht en Middelburg.
- Tientallen kompels en reddingwerkers komen om het leven bij een mijnramp in Siberië.

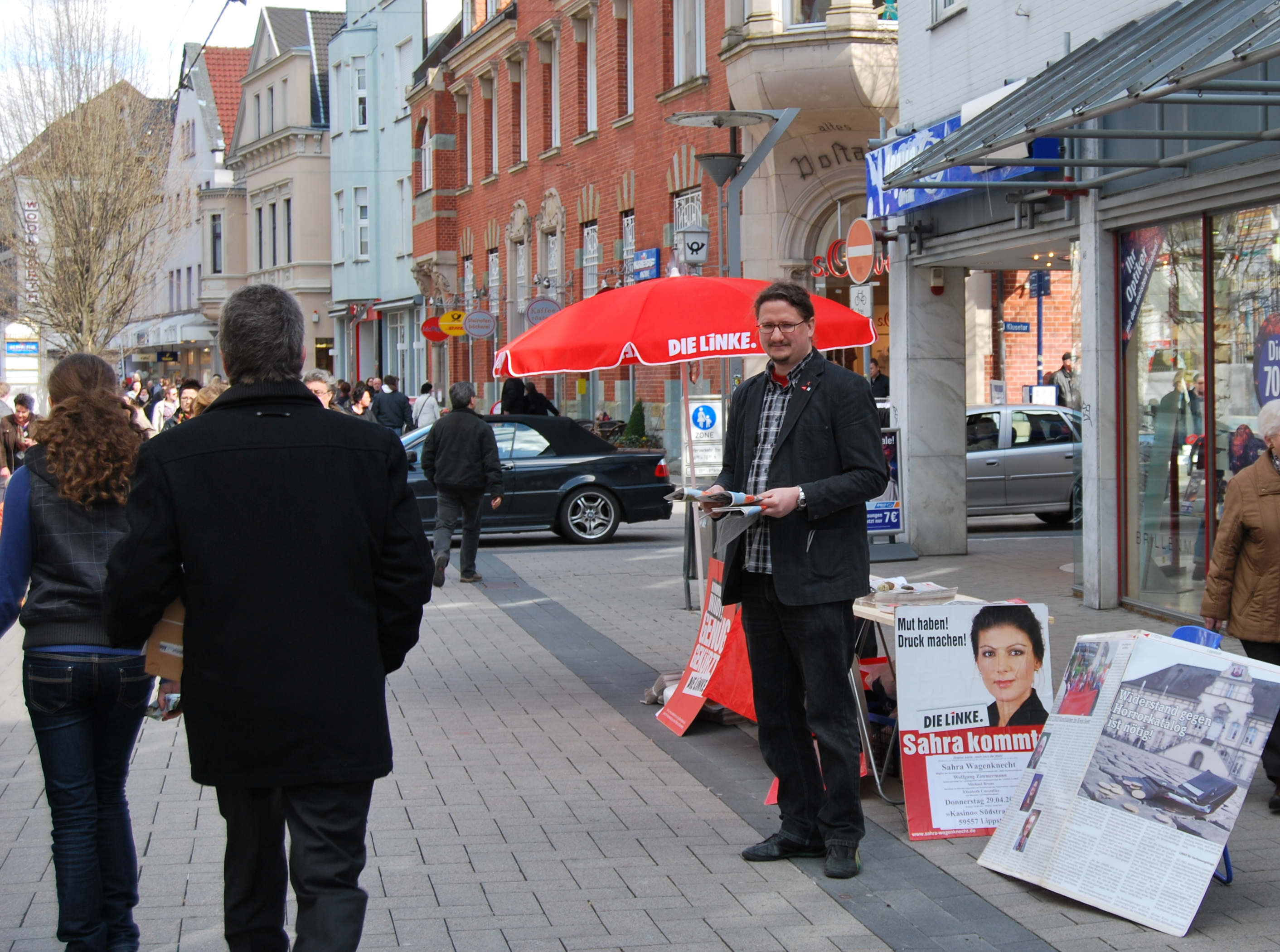
verkiezingscampagne in Nordrhein-Westfalen

### 9 mei
- De EU-ministers van financiën en het IMF stellen gezamenlijk 720 miljard euro beschikbaar die gebruikt kan worden om landen in de problemen leningen te kunnen verstrekken, en zo een ineenstorting van de euro te voorkomen.
- In Noordrijn-Westfalen, de meest bevolkte deelstaat in Duitsland, verliest de christendemocratische CDU 10% bij de Landdagverkiezingen; het kabinet-Merkel II raakt daardoor tevens zijn meerderheid in de Bondsraad kwijt.

### 10 mei
- In de Filipijnen kiest men een opvolger voor president Gloria Macapagal-Arroyo, een nieuw Huis van Afgevaardigden en opvolgers voor 12 van de 24 senatoren. Lokaal zijn er tegelijk provinciale-, stadsbestuurs- en gemeenteraadsverkiezingen.
- Bij verschillende aanslagen in de Iraakse hoofdstad Bagdad worden in totaal meer dan honderd mensen gedood en vallen honderden gewonden.
- De Belgische schrijver Bernard Dewulf wint de Libris Literatuur Prijs met zijn novelle Kleine dagen.

David Cameron en Nick Clegg

### 11 mei
- De Britse socialistische premier Gordon Brown biedt zijn ontslag aan bij koningin Elizabeth II. David Cameron van de Conservatieve Partij neemt dezelfde dag zijn functie over en zal een kabinet leiden dat een coalitie is van zijn partij met de Liberal Democrats van Nick Clegg.

### 12 mei
- Afriqiyah Airways-vlucht 771, een internationale passagiersvlucht uit Zuid-Afrika met 104 personen aan boord, stort vlak voor de landing neer bij de Libische hoofdstad Tripoli.
- De Europese Commissie geeft groen licht voor de toetreding van Estland tot de eurozone, waarmee het zo goed als zeker is dat de Baltische staat op 1 januari 2011 als 17e EU-land de euro als munteenheid krijgt.
- Na HFC Haarlem is BV Veendam de tweede Nederlandse profvoetbalclub die in 2010 failliet wordt verklaard, maar dat wordt later teruggedraaid.
- Atlético Madrid verslaat Fulham FC en wordt zo de winnaar van de eerste editie van de UEFA Europa League.

### 13 mei
- Het half-afzinkbaar platform Aban Pearl zinkt in de Golf van Paria voor de kust van Venezuela. Het was ten tijde van het ongeval niet verbonden met een boorput.
- Aanhangers van oud-president Koermanbek Bakijev bestormen overheidsgebouwen op drie plekken in Zuid-Kirgizië.

### 14 mei
- Spaceshuttle Atlantis vertrekt voor zijn laatste missie naar het internationaal ruimtestation ISS.

### 15 mei
- Iran, Turkije en Brazilië sluiten een akkoord over het Iraanse nucleaire programma, waarbij Iran het merendeel van zijn voorraad laag-verrijkt uranium naar Turkije overbrengt.
- Een Antonov An-28 van Blue Wing Airlines met acht inzittenden stort neer neer in de jungle in het oosten van Suriname.
- De Australische Jessica Watson komt aan in haar thuisland nadat ze als jongste persoon ooit solo de wereld rond is gezeild.
- In Antwerpen opent het MAS, of voluit het "Museum aan de Stroom", de deuren. Het is een nieuw museum voor stad, haven en scheepvaart. Het herbergt de collecties van het Volkskundemuseum, het Nationaal Scheepvaartmuseum en deels van het Vleeshuis.

### 17 mei
- Ten noorden van de Afghaanse hoofdstad Kabul stort Pamir Airways-vlucht 112, met 43 personen aan boord, neer. Het toestel was onderweg van provinciehoofdstad Konduz naar Kabul.
- Bij een helikoptercrash in de Filipijnse stad Lucena komen zes mensen om het leven, onder wie Rafael Nantes, de gouverneur van de provincie Quezon.
- In delen van Europa worden wederom luchthavens gesloten in verband met de aswolk van de vulkaan onder de Eyjafjallajökull-gletsjer in IJsland.

### 18 mei
- Bij parlementsverkiezingen in de Dominicaanse Republiek behaalt de centrumlinkse PLD van president Leonel Fernández een overweldigende meerderheid. In de senaat gaat van de 32 zetels alleen die die de provincie La Altagracia vertegenwoordigt naar een andere partij, de rechtse PRSC.

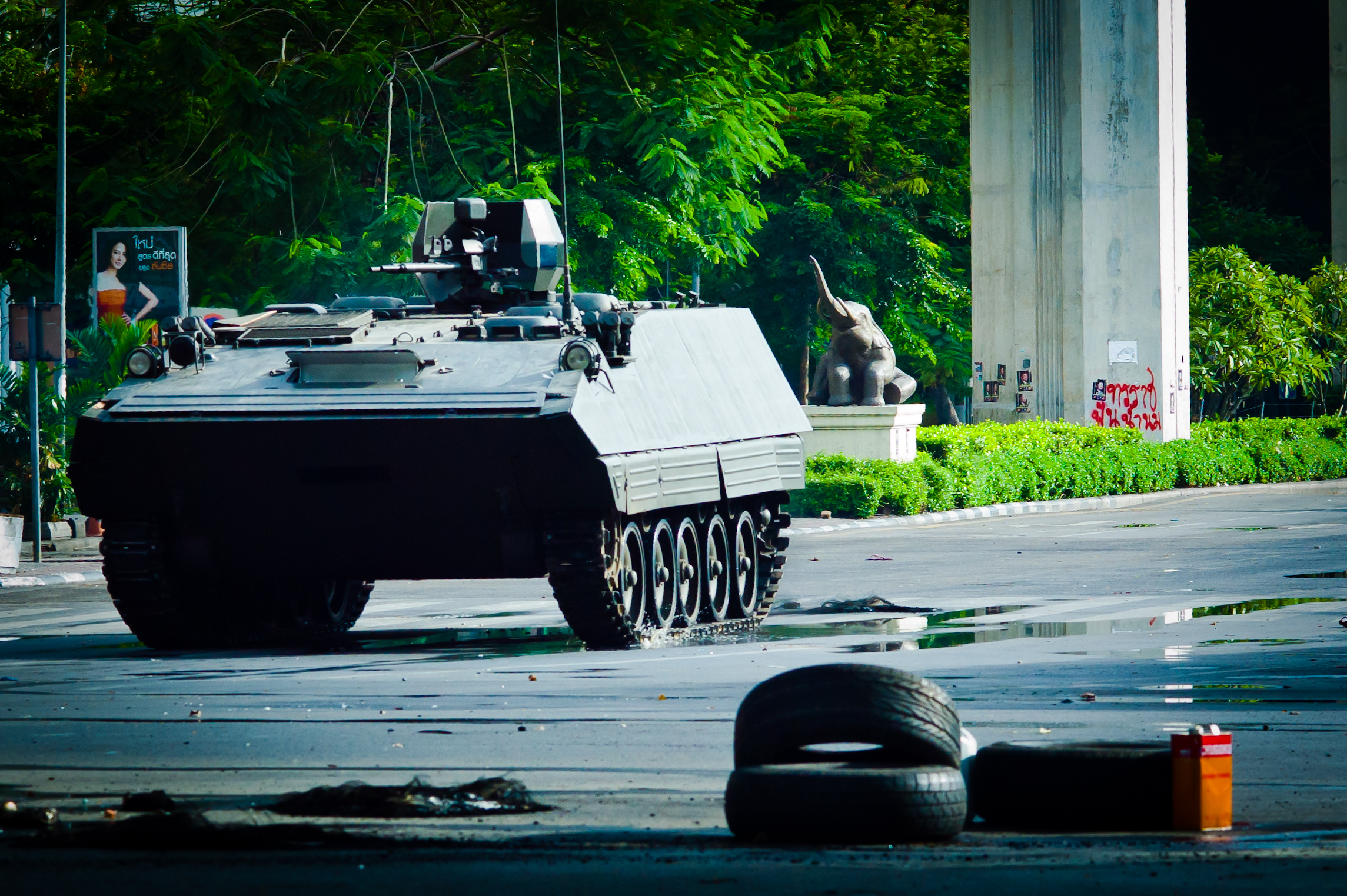
een Thais legervoertuig staat klaar om barricaden van de Roodhemden aan te vallen

### 19 mei
- In de Thaise hoofdstad Bangkok maakt het leger met geweld een einde aan de wekenlange bezetting van het zakendistrict door de Roodhemden.
- Een internationaal onderzoeksteam concludeert dat Noord-Korea verantwoordelijk is voor het zinken van het Zuid-Koreaanse marineschip Cheonan in maart 2010, waarbij 46 van de 104 bemanningsleden omkwamen.

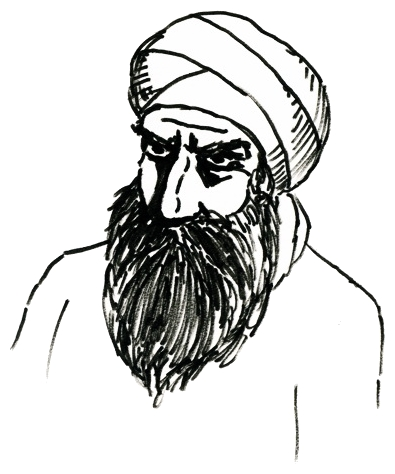
Tekening van Mohammed

### 20 mei
- Uit het Musée d'Art Moderne de la Ville de Paris worden vijf schilderijen gestolen met een gezamenlijke waarde van 100 miljoen euro.
- Een groep Amerikaanse wetenschappers onder leiding van Craig Venter maakt in het blad Science bekend erin geslaagd te zijn "synthetisch leven" te creëren.
- Een ontploffing in een mijn in het noorden van Turkije kost aan circa dertig mijnwerkers het leven.
- Teken-Mohammed-dag, een protestactie voor de vrijheid van meningsuiting, uitgeroepen na de censurering van aflevering 201 van de animatieserie South Park, leidt tot consternatie in de islamitische wereld.
- KV RS Waasland - SK Beveren ontstaat uit een fusie tussen Red Star Waasland en KSK Beveren.

### 21 mei
- Prinses Máxima reikt, in aanwezigheid van koningin Beatrix en prins Willem-Alexander, de Appeltjes van Oranje uit. De Appeltjes zijn jaarlijkse prijzen van het Oranje Fonds voor bijzondere, innovatieve of succesvolle projecten op sociaal gebied. De prijs bestaat uit een geldbedrag van € 15.000 en een oorkonde.
- Bagdad, de hoofdstad van Irak, wordt getroffen door een aanslag, die het leven kost aan zeker 27 mensen.

### 22 mei
- Een Boeing 737 van Air India Express stort na een mislukte landing neer nabij de luchthaven van Mangalore in de Indiase staat Karnataka. Het toestel kwam van Dubai in de Verenigde Arabische Emiraten. Zeven van de 166 inzittenden overleven de crash.
- Voetbalclub Inter Milaan wint de Champions League. Ze verslaat in de finale het FC Bayern München van Louis van Gaal met 2-0.

### 24 mei
- In Ethiopië behaalt het linkse EPRDF van premier Meles Zenawi in alle regio's een ruime overwinning bij fel gecontesteerde parlementsverkiezingen. De Medrekcoalitie van acht oppositiepartijen scoort onder de verwachtingen.
- Bij parlementsverkiezingen in de niet-erkende republiek Nagorno-Karabach (Azerbeidzjan) wordt het Vrij Vaderland van premier Arajik Haroetjoenian met 46% van de stemmen de grootste partij. De Democratische Partij en de Armeens-nationalistische Dashnak worden respectievelijk tweede en derde partij.

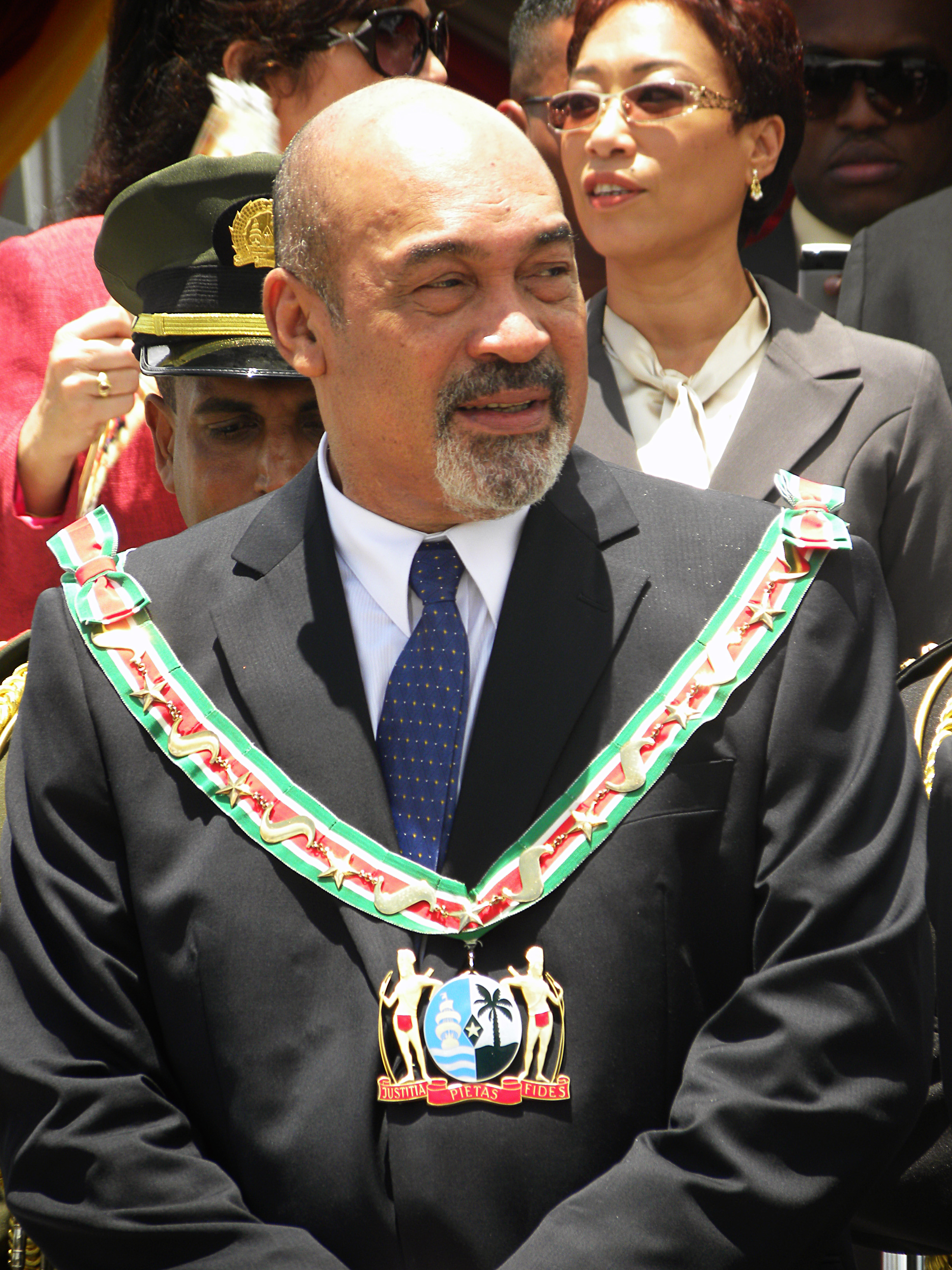
Desi Bouterse

### 25 mei
- In de Jamaicaanse hoofdstad Kingston vallen meer dan 30 doden tijdens gevechten van leger en politie met aanhangers van een ingerekende drugsbaron.
- De Surinaamse parlementsverkiezingen worden gewonnen door de Mega Combinatie van de in Nederland voor drugshandel veroordeelde kandidaat-president Desi Bouterse, het voormalige moederland reageert bezorgd. De coalitie van huidig president Ronald Venetiaan gaat fel achteruit.

### 26 mei
- Kamla Persad-Bissessar volgt na de overwinning van haar UNC bij parlementsverkiezingen Patrick Manning van de conservatief-socialistische PNM op als premier van Trinidad en Tobago, en wordt zo de eerste vrouwelijke premier van het land.

### 28 mei
- Maoïstische rebellen laten in de deelstaat West-Bengalen in het noordoosten van India een trein ontsporen, er vallen 145 doden.

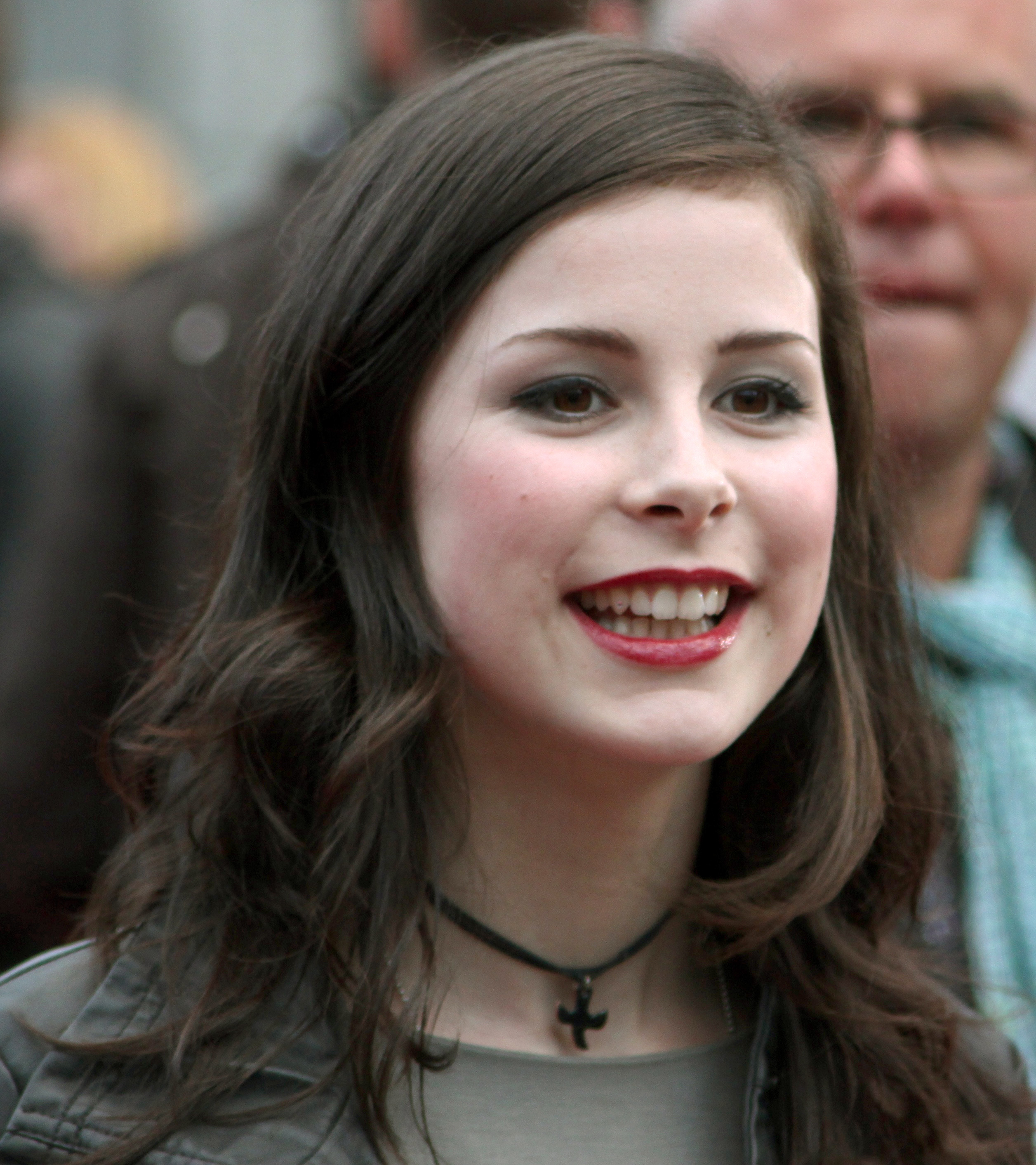
Lena Meyer-Landrut

### 29 mei
- Koningin Beatrix en kroonprins Willem-Alexander zijn in de Nieuwe Kerk in Middelburg aanwezig bij de uitreiking van de Four Freedoms Awards. Het Amerikaanse Franklin and Eleanor Roosevelt Institute kent deze onderscheiding toe aan personen die op mondiaal niveau een substantiële, moedige en persoonlijke bijdrage hebben geleverd aan de vrijheid in de wereld. De prijzen worden toegekend aan onder meer het Europese Hof voor de Rechten van de Mens en dr. Asma Jahangir uit Pakistan.
- Bij de Tsjechische parlementsverkiezingen wint de sociaaldemocratische ČSSD nipt van de centrumrechtse ODS van president Václav Klaus.
- Na internationale kritiek verleent de Malawische president Bingu wa Mutharika gratie aan een homoseksueel koppel dat tot een jarenlange celstraf was veroordeeld.
- Lena Meyer-Landrut wint voor Duitsland met het nummer Satellite het Eurovisiesongfestival 2010 met 246 punten. De Belgische vertegenwoordiger Tom Dice eindigt als zesde met "Me and my guitar".

### 30 mei
- In de Burundese hoofdstad Bujumbura breken rellen uit na het bekendmaken van de resultaten van de gemeenteraadsverkiezingen van vorige week, waarbij de CNDD-FDD van president Pierre Nkurunziza 64% van de stemmen zou hebben gehaald.
- De Rus Denis Kozjoechin wint de Koningin Elisabethwedstrijd voor piano 2010.

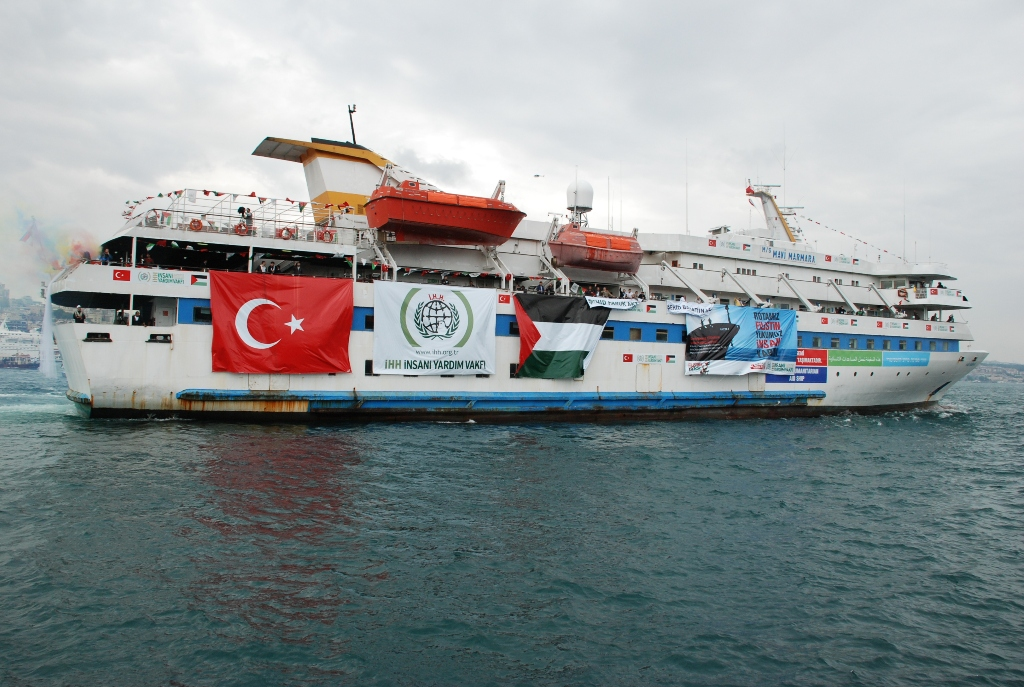
De MS Mavi Marmara, betrokken bij het Gazakonvooi en de militaire actie daartegen

### 31 mei
- Horst Köhler treedt af als bondspresident van Duitsland nadat ophef is ontstaan rond zijn uitspraken over de Duitse militaire inzet in Afghanistan.
- De Israëlische marine valt een konvooi boten met hulpgoederen en activisten van de Free Gaza Movement aan dat op weg was naar de Gazastrook. Er vallen minimaal 19 doden. Zie: Onderschepping van het scheepskonvooi voor Gaza
- Ex-minister van Defensie Juan Manuel Santos van de centrumrechtse PSUN van huidig president Álvaro Uribe wint de eerste ronde van de Colombiaanse presidentsverkiezingen. In een tweede ronde zal hij het opnemen tegen de groene Antanas Mockus, voormalig burgemeester van hoofdstad Bogota.
- Bij een raketaanval van Koerdische rebellen op een legerbasis nabij de stad İskenderun in het zuiden van Turkije komen zes Turkse militairen om het leven.

## Overleden
<< · januari · februari · maart · april · mei · juni · juli · augustus · september · oktober · november · december · >>